# Witold Zegalski
Witold Zegalski (geboren am 27. Oktober 1928 in Poznań, Polen; gestorben am 31. Juli 1974 ebenda) war ein polnischer Schriftsteller, bekannt vor allem als Autor von Science-Fiction.

## Leben
Zegalskis Familie verbrachte während des Zweiten Weltkriegs fünf Jahre im Exil in Kasachstan. Nach der Rückkehr studierte Zegalski Wirtschaftswissenschaft in Poznań und arbeitete anschließend im Gastronomiebereich und in der Stadtverwaltung von Poznań.
1954 erschienen erste Gedichte, der Debütroman Krater Czarnego Snu erschien 1960. Insgesamt veröffentlichte Zegalski drei Romane und gut 20 Erzählungen, von denen einige 1968 in der Sammlung Wyspa Petersena erschienen.
Zegalski war 1957 einer der Mitbegründer der unabhängigen literarische Vereinigung Swantewit, der auch Jadwiga Badowska, Leon Julian Rynowiecki, Janusz Sauer und Łucja Danielewska angehörten.
In deutscher Übersetzung erschienen zwei seiner Erzählungen 1975 in der DDR in Galaxisspatzen, einer Anthologie polnischer Science-Fiction.
1974 ist Zegalski im Alter von 45 Jahren gestorben.

## Bibliografie
Romane
- Krater Czarnego Snu (1960)
- Alert stu przygód (1971)
- Zwykłe lato (1971)

Sammlung
- Wyspa Petersena (1968, erweiterte Fassung 1976)

Erzählungen
- Pozytywka (1962)
- Przylądek strachów (1962)
- Powrót gigantów (1963)
- Rozbita rakieta (1963)
- Daleko za rafami (1964)
- Oblicze boga Ptah (1964)
- Peryferie układu (1964)
- Szybkości kosmiczne (1965)
- Próg przystosowania (1965)
- Stan zagrożenia (1966)
  - Deutsch: Gefahrenzustand. In: Johannes Jankowiak (Hrsg.): Galaxisspatzen. Das Neue Berlin, 1975.
- Remo (1967)
- Ci z patrolu (1967)
  - Deutsch: Patrouillenschiff „Prometheus“. In: Johannes Jankowiak (Hrsg.): Galaxisspatzen. Das Neue Berlin, 1975.
- Lepiej uczyć ptaszki (1968)
- Wyspa Petersena (1968)
- W pracowni pisarza (1968)
- Przygody w pierścieniach Saturna (1968)
- Czeka cię wielka przygoda (1968)
- Ciepło, ciepło, coraz cieplej (1968)
- O człowieku, którego bolała sprężarka (1972)
- Pegaz na tranzystorach (1976)
- Zielona, przeklęta wyspa (1976)

Theaterstück
- Nos księżyca, Czyli figle Mistrza Twardowskiego (1967)